# تيبيك
تيبيك هي مدينة في كوريا الجنوبية، تتبع مقاطعة غانغوون، بلغ عدد سكانها 46,715 نسمة في 2015، تبلغ مساحتها 303.57 كيلومتر مربع.

## المناخ
يظهر الجدول التالي التغييرات المناخية على مدار السنة لتيبيك:
| البيانات المناخية لـتيبيك                                                     | البيانات المناخية لـتيبيك | البيانات المناخية لـتيبيك | البيانات المناخية لـتيبيك | البيانات المناخية لـتيبيك | البيانات المناخية لـتيبيك | البيانات المناخية لـتيبيك | البيانات المناخية لـتيبيك | البيانات المناخية لـتيبيك | البيانات المناخية لـتيبيك | البيانات المناخية لـتيبيك | البيانات المناخية لـتيبيك | البيانات المناخية لـتيبيك | البيانات المناخية لـتيبيك |
| الشهر                                                                         | يناير                     | فبراير                    | مارس                      | أبريل                     | مايو                      | يونيو                     | يوليو                     | أغسطس                     | سبتمبر                    | أكتوبر                    | نوفمبر                    | ديسمبر                    | المعدل السنوي             |
| ----------------------------------------------------------------------------- | ------------------------- | ------------------------- | ------------------------- | ------------------------- | ------------------------- | ------------------------- | ------------------------- | ------------------------- | ------------------------- | ------------------------- | ------------------------- | ------------------------- | ------------------------- |
| الدرجة القصوى °م (°ف)                                                         | 12.1 (53.8)               | 20.1 (68.2)               | 21.6 (70.9)               | 29.7 (85.5)               | 32.6 (90.7)               | 35.0 (95.0)               | 34.2 (93.6)               | 35.6 (96.1)               | 31.8 (89.2)               | 26.4 (79.5)               | 22.6 (72.7)               | 15.2 (59.4)               | 35.6 (96.1)               |
| متوسط درجة الحرارة الكبرى °م (°ف)                                             | 0.5 (32.9)                | 2.8 (37.0)                | 7.2 (45.0)                | 15.0 (59.0)               | 20.1 (68.2)               | 23.4 (74.1)               | 25.3 (77.5)               | 25.5 (77.9)               | 21.2 (70.2)               | 16.6 (61.9)               | 9.7 (49.5)                | 3.4 (38.1)                | 14.2 (57.6)               |
| المتوسط اليومي °م (°ف)                                                        | −4.8 (23.4)               | −2.8 (27.0)               | 1.9 (35.4)                | 8.9 (48.0)                | 14.0 (57.2)               | 17.8 (64.0)               | 20.9 (69.6)               | 21.0 (69.8)               | 16.0 (60.8)               | 10.3 (50.5)               | 3.9 (39.0)                | −2.0 (28.4)               | 8.7 (47.7)                |
| متوسط درجة الحرارة الصغرى °م (°ف)                                             | −9.7 (14.5)               | −8.0 (17.6)               | −3.2 (26.2)               | 2.8 (37.0)                | 8.0 (46.4)                | 12.5 (54.5)               | 17.2 (63.0)               | 17.3 (63.1)               | 11.4 (52.5)               | 4.7 (40.5)                | −1.2 (29.8)               | −6.8 (19.8)               | 3.8 (38.8)                |
| أدنى درجة حرارة °م (°ف)                                                       | −21.7 (−7.1)              | −20.3 (−4.5)              | −16.8 (1.8)               | −8.2 (17.2)               | −2.1 (28.2)               | 0.5 (32.9)                | 5.6 (42.1)                | 8.3 (46.9)                | 1.0 (33.8)                | −7.1 (19.2)               | −15.2 (4.6)               | −18.5 (−1.3)              | −21.7 (−7.1)              |
| الهطول مم (إنش)                                                               | 32.6 (1.28)               | 35.8 (1.41)               | 60.7 (2.39)               | 77.4 (3.05)               | 90.4 (3.56)               | 142.2 (5.60)              | 287.3 (11.31)             | 279.6 (11.01)             | 203.9 (8.03)              | 51.8 (2.04)               | 43.4 (1.71)               | 19.2 (0.76)               | 1٬324٫3 (52.14)           |
| متوسط أيام هطول الأمطار (≥ 0.1 mm)                                            | 8.3                       | 7.7                       | 10.5                      | 8.6                       | 9.4                       | 11.2                      | 16.5                      | 15.6                      | 11.5                      | 6.8                       | 7.6                       | 6.4                       | 120.1                     |
| متوسط الأيام المثلجة                                                          | 10.7                      | 9.7                       | 9.9                       | 2.1                       | 0.0                       | 0.0                       | 0.0                       | 0.0                       | 0.0                       | 0.5                       | 3.3                       | 7.6                       | 44.0                      |
| متوسط الرطوبة النسبية (%)                                                     | 61.3                      | 60.6                      | 61.8                      | 55.3                      | 61.3                      | 71.8                      | 78.6                      | 79.8                      | 78.8                      | 70.3                      | 64.1                      | 60.5                      | 67.0                      |
| ساعات سطوع الشمس الشهرية                                                      | 173.4                     | 174.5                     | 194.8                     | 219.8                     | 229.2                     | 193.6                     | 141.0                     | 144.6                     | 149.8                     | 188.1                     | 166.7                     | 169.5                     | 2٬144٫6                   |
| نسبة وصول أشعة الشمس                                                          | 56.3                      | 57.1                      | 52.6                      | 55.7                      | 52.2                      | 44.0                      | 31.5                      | 34.4                      | 40.2                      | 53.9                      | 54.4                      | 56.6                      | 48.2                      |
| المصدر: Korea Meteorological Administration (percent sunshine and snowy days) |                           |                           |                           |                           |                           |                           |                           |                           |                           |                           |                           |                           |                           |

## مدن توأم
المدن التوأم:
- هلونغ
- باغويو
- سوجو
- Gao'an [الإنجليزية]‏
- تشانغتشون.

## أعلام
- باي هيو سونج
- هان سانغ وون
- كيم جين يي
- لي يول يونغ